# Dave Baron
Dave Baron (* 7. Februar 1988) ist ein US-amerikanischer Jazzmusiker (Kontrabass) des Modern Jazz.

## Leben
Baron, der aus Simsbury (Connecticut) stammt, sammelte erste musikalische Erfahrungen als Cellist in lokalen Jugendorchestern, in denen er sich zunächst für klassische Musik interessierte. Mit 12 Jahren kam er zum ersten Mal mit Jazz in Berührung, als er im Radio Musiker wie Duke Ellington und Louis Armstrong hörte. Er begann sich ernsthaft mit Jazz zu beschäftigen, als er während seines Juniorjahres an der Greater Hartford Academy of the Arts ausgebildet wurde, wo der Saxophonist Jimmy Greene sein Mentor wurde. Greene stellte Dave dem Bassisten Reuben Rogers vor; er reiste dann an den Wochenenden nach New York City, um bei ihm Unterricht zu nehmen. Schließlich zog er 2010 nach New York City, um an der Eastman School of Music das Bachelor-Studium zu absolvieren und anschließend an der Juilliard School den Master zu erwerben.
Mit Herbie Hancock trat er in der Alice Tully Hall im Lincoln Center im Rahmen eines Konzerts zum 75. Geburtstag von Ron Carter auf. Er war einer von fünfzehn Semifinalisten bei der Thelonious Monk International Jazz Bass Competition. Im Rahmen des Wettbewerbs trat er mit dem Pianisten Geoff Keezer und dem Schlagzeuger Carl Allen im Smithsonian Museum of Natural History auf. Bald darauf wurde er beim Scott-LaFaro-Jazz-Wettbewerb der International Society of Bassists mit dem zweiten Platz ausgezeichnet. Baron nahm an einem Workshop zur beruflichen Weiterentwicklung mit dem Pianisten Brad Mehldau teil, der vom Weill Institute veranstaltet wurde. Er nahm auch an Workshops im Banff Center in Alberta teil, wo er mit Künstlern wie Dave Douglas, Scott Colley und dem ICP Orchestra zusammenarbeitete.
Seitdem arbeitete er in der New Yorker Jazzszene u. a. mit Eric Reed, Lew Tabackin, Mary Stallings, Peter Bernstein, Walt Weiskopf, Joe Lovano, Joe Magnarelli, Wycliffe Gordon, Bruce Barth und Bill Evans. Im Bereich des Jazz war er laut Tom Lord zwischen 2010 und 2017 an sechs Aufnahmesessions beteiligt, u. a. mit dem Trio Slaye (Take the Slaye Train, mit Chris Ziemba, Kevin McDonald), mit Nick Hempton und Nick Finzer
Gegenwärtig (2019) leitet Baron ein Quartett, dem Stacy Dillard, Bruce Barth und Peter Van Nostrand angehören. Unter eigenem Namen legte er das Album Introducing Dave vor, das unter Mitwirkung von Lucas Pino, Matt Jodrell, Alex Wintz und Jimmy MacBride entstand.